# Шубартубек
Шубартубе́к (каз. Шұбартүбек) — село у складі Саркандського району Жетисуської області Казахстану. Входить до складу Карашиганського сільського округу.
У радянські часи село називалось Красний Рибак.
Населення — 115 осіб (2021; 192 у 2009, 227 у 1999, 234 у 1989).